# Espeminkia
Espeminkia, jedno od ranih plemena plemenskog saveza Illinois iz doline gornjeg Mississippija. Prvi i posljednji spominje ih La Salle 1680. i vezi velikog napada Seneca Indijanaca na Illinoise. Prije samog napada dolazi do evakuacije Francuza, a Illinoisi bježe preko Mississippija. Oko 500 ratnika (naoružani sa 100 mušketa, a ostali lukovima i strijelama) plemena Tamaroa, Espeminkia i Maroa, ostalo je na istočnoj obali Mississippija blizu Grand Kaskaskie na blizu Starved Rocka (danas Starved Rock State Park u Illinoisu), sklonivši žene, djecu i starce na jednom otoku 6 milja niz rijeku. La Salle koji je posjetio u dvanaestom mjesecu iste godine mjesto pokolja, pronašao je tisuće izmasakriranih tijela. Espeminkie su kompletno pobijeni, a preživjelo je tek nekoliko pripadnika plemena Maroa i Tamaroa.

## Vanjske poveznice
- Tribes of the Region at First Contact (1673) (engl.)